# 정엽 (1563년)
정엽(鄭曄, 1563년 ~ 1625년)은 조선 중기의 문신, 성리학자, 정치가이다. 자는 시회(時晦), 호는 수몽(守夢)·설촌(雪村), 시호는 문숙(文肅). 본관은 초계(草溪). 학자 이산보(李山甫)의 사위이다. 이이(李珥)·성혼(成渾)·송익필(宋翼弼)의 문인이다.

## 생애
이이(李珥)의 문하에서 수학하다가 뒤에 성혼(成渾)과 송익필(宋翼弼)의 문하에도 출입하며 사사하였다. 그러나 그의 처가는 북인 이산해의 가문이었다. 1583년(선조 16) 문과에 급제, 승문원에 등용되고, 1587년에 감찰(監察)·형조 좌랑을 지내었다. 1593년 황주 판관으로 왜군을 격퇴하고, 그 공으로 중화 부사(中和府使)가 되었다. 수찬(修撰)·장령(掌令) 및 서천 군수를 역임하였으며, 1597년 정유재란 때 예조 정랑으로 급고사(急告使)가 되어 명나라에 다녀온 후 사성(司成)이 되고, 수원 부사를 거쳐 이듬해 응교로 필선을 겸임하였다. 이어 승지·형조 참의·나주 목사를 거쳐 대사간에 이르렀다. 1602년(선조 35) 성혼(成渾)의 문인이라는 혐의를 받고 종성 부사(鍾城府使)로 좌천되었다가 1606년 성주(星州) 및 홍주(洪州)의 목사를 역임하였다.
광해군 즉위 초 예조 참의·대사성·승지·판결사(判決使)·대사간· 등을 지냈다. 1610년 충청도 관찰사에 제수되었다. 1612년(광해군 4) 도승지로 왕을 경연에 자주 나가도록 했고, 대북이 집권한 뒤에도 그의 처당숙이 이산해였던 탓에 관직에 계속 나갈 수 있었다. 1614년 공조 참판이 되었다. 1617년 폐모론(廢母論)이 일어나자 자원하여 양양 부사(襄陽府使)로 나갔다가 1년 만에 사퇴했다. 그 뒤 서인들하고 교류하다가 인조 반정을 지지하게 된다.
1623년 인조반정 후 대사성 겸 동지경연·원자사부(元子師傅)가 되어 학제(學制)를 상정했고, 여러 번 다른 직에 전임되었으나, 언제나 대사성을 겸함으로써 이때부터 대사성을 겸임하는 선례를 만들었으며 좌참찬·좌부빈객 등을 지냈다. 이괄의 난 당시 인조에게 공주로 피할 것을 청하였다.

## 같이 보기
| - 임진왜란 - 인조반정 - 김류 - 이귀 - 이괄 - 이이 - 성혼 - 조헌 - 백인걸 - 성수침 - 송시열 - 윤선거 | - 김덕령 - 김장생 - 김집 - 안방준 - 이산보 - 이산해 - 이지함 - 이지번 - 허목 - 김육 - 김자점 | - 병자호란 - 강항 - 송익필 - 송한필 - 송준길 - 윤황 |